# Jordrup (plaats)
Jordrup is een plaats in de Deense regio Zuid-Denemarken, gemeente Kolding. De plaats telt 543 inwoners (2008).